# Struikbladroller
De struikbladroller (Syndemis musculana) is een vlinder uit de familie Tortricidae, de bladrollers. De spanwijdte van de vlinder bedraagt tussen de 15 en 22 millimeter. De soort overwintert als rups.

## Waardplanten
De struikbladroller is polyfaag en heeft onder anderen heeft eik, berk, spar, kruiskruid en braam als waardplanten.

## Voorkomen in Nederland en België
De struikbladroller is in Nederland en in België een algemene soort, die verspreid over het hele gebied kan worden gezien. De soort vliegt van eind april tot in juli.